# Voleibol nos Jogos Olímpicos de Verão de 1968
O voleibol nos Jogos Olímpicos de Verão de 1968 foi realizado na Cidade do México, México.

## Eventos
Dois eventos da modalidade distribuíram medalhas nos Jogos:
- Torneio masculino (10 equipes)
- Torneio feminino (6 equipes)

## Qualificação
Foi permitido para cada Comitê Olímpico Nacional (CON) competir com apenas um time em cada torneio (masculino e feminino). Como país-sede, o México teve garantida uma vaga em cada um dos torneios.
Masculino
| Torneio de qualificação      | Data                                | Sede            | Vagas | Qualificados       |  |
| ---------------------------- | ----------------------------------- | --------------- | ----- | ------------------ |  |
| País-sede                    | 18 de outubro de 1963               | Baden-Baden     | 1     | México             |  |
| Jogos Olímpicos de 1964      | 13–23 de outubro de 1964            | Tóquio          | 1     | União Soviética    |  |
| Campeonato Mundial de 1966   | 30 de agosto–11 de setembro de 1966 | Tchecoslováquia | 1     | Checoslováquia     |  |
| Campeonato Mundial de 1966   | 30 de agosto–11 de setembro de 1966 | Tchecoslováquia | 1     | Romênia · Bélgica  |  |
| Campeonato Mundial de 1966   | 30 de agosto–11 de setembro de 1966 | Tchecoslováquia | 1     | Alemanha Oriental  |  |
| Qualificação da África       | Julho de 1967                       | Túnis           | 1     | Tunísia · Bulgária |  |
| Qualificação da Ásia         | 1967                                | Desconhecido    | 1     | Japão              |  |
| Campeonato Europeu de 1967   | 26 de outubro–8 de novembro de 1967 | Turquia         | 1     | Polônia            |  |
| Jogos Pan-americanos de 1967 | 24 de julho–3 de agosto de 1967     | São Paulo       | 1     | Estados Unidos     |  |
| Jogos Pan-americanos de 1967 | 24 de julho–3 de agosto de 1967     | São Paulo       | 1     | Brasil             |  |
| Total                        |                                     |                 | 10    |                    |  |

Feminino
| Torneio de qualificação      | Data                                | Sede            | Vagas | Qualificados                    |  |
| ---------------------------- | ----------------------------------- | --------------- | ----- | ------------------------------- |  |
| País-sede                    | 26 de maio de 1959                  | Munique         | 1     | Japão                           |  |
| Campeonato Mundial de 1962   | 13–25 de outubro de 1962            | União Soviética | 1     | União Soviética                 |  |
| Campeonato Mundial de 1962   | 13–25 de outubro de 1962            | União Soviética | 1     | Polônia                         |  |
| Campeonato Europeu de 1963   | 22 de outubro–2 de novembro de 1963 | Roménia         | 1     | Romênia                         |  |
| Qualificação Asiática        | 22–30 de dezembro de 1963           | Nova Delhi      | 1     | Coreia do Norte · Coreia do Sul |  |
| Jogos Pan-americanos de 1963 | 21 de abril–3 de maio de 1963       | São Paulo       | 1     | Brasil · Estados Unidos         |  |
| Total                        |                                     |                 | 6     |                                 |  |

## Medalhistas
A União Soviética foi campeã olímpica de voleibol pela segunda vez, enquanto o Japão conquistou a medalha de prata. A Checoslováquia completou o pódio ao final em terceiro lugar na classificação final. No feminino, a equipe soviética e japonesa ficaram com o ouro e a prata respectivamente, e a Polônia conquistou o bronze.
| Evento             | Ouro | Prata | Bronze |
| ------------------ | --- | --- | --- |
| Masculino detalhes | Eduard Sibiryakov Yuriy Poyarkov Georgy Mondzolevsky Valery Kravchenko Vladimir Belyayev Yevgeny Lapinsky Ivans Bugajenkovs Oļegs Antropovs Vasilijus Matuševas Viktor Mikhalchuk Boris Tereshchuk Vladimir Ivanov URS União Soviética                          | Masayuki Minami Katsutoshi Nekoda Mamoru Shiragami Isao Koizumi Kenji Kimura Yasuaki Mitsumori Jungo Morita Tadayoshi Yokota Seiji Oko Tetsuo Sato Kenji Shimaoka Naohiro Ikeda JPN Japão | Bohumil Golián Antonín Procházka Petr Kop Jiří Svoboda Josef Musil Lubomír Zajíček Josef Smolka Vladimír Petlák František Sokol Zdeněk Groessl Pavel Schenk Drahomír Koudelka TCH Checoslováquia                             |
| Feminino detalhes  | Lyudmila Buldakova Lyudmila Mikhaylovskaya Vera Lantratova Vera Galushka-Duyunova Tatyana Sarycheva Tatyana Ponyayeva-Tretyakova Nina Smoleyeva Galina Leontyeva Inna Ryskal Roza Salikhova Valentina Kamenek-Vinogradova Tatyana Veinberga URS União Soviética | Sachiko Fukunaka Makiko Furukawa Keiko Hama Setsuko Inoue Toyoko Iwahara Youko Kasahara Yukiyo Kojima Sumie Oinuma Aiko Onozawa Kunie Shishikura Suzue Takayama Setsuko Yoshida JPN Japão | Halina Aszkiełowicz Lidia Chmielnicka Krystyna Czajkowska Krystyna Jakubowska Krystyna Krupa Jadwiga Książek Józefa Ledwig Barbara Niemczyk Krystyna Ostromęcka Elżbieta Porzec Zofia Szczęśniewska Wanda Wiecha POL Polônia |

## Quadro de medalhas do voleibol
| Ordem | País                | Medalha de ouro | Medalha de prata | Medalha de bronze | Total |
| ----- | ------------------- | --------------- | ---------------- | ----------------- | ----- |
| 1     | URS União Soviética | 2               | 0                | 0                 | 2     |
| 2     | JPN Japão           | 0               | 2                | 0                 | 2     |
| 3     | TCH Checoslováquia  | 0               | 0                | 1                 | 1     |
| 3     | POL Polônia         | 0               | 0                | 1                 | 1     |